# Декларація прав жінки і громадянки

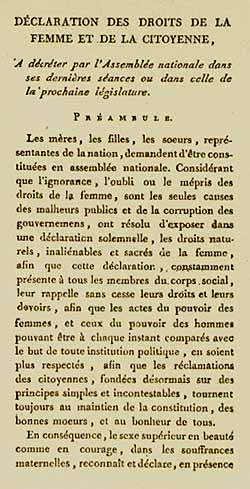
Перша сторінка Декларації прав жінки і громадянки

Декларація прав жінки і громадянки (фр. Déclaration des droits de la femme et de la citoyenne), також відома як Декларація прав жінки, була написана у 1791 році французькою феміністкою та драматургинею Олімпією де Гуж як іронічний твір, на противагу Декларації прав людини і громадянина (1789), з метою викрити невдачі французької революції, присвяченої забезпеченню гендерної рівності.

## Історичний контекст
Декларація прав людини і громадянина була прийнята у 1789 році Національними установчими зборами у розпал французької революції. Підготовлена і запропонована маркізом де Лафаєтом. В декларації стверджується, що всі люди «народжуються і залишаються вільними і рівними в правах», і що ці права мають універсальний характер. Декларація прав людини і громадянина стала ключовим документом прав людини, і класичним формулюванням прав людини проти держави. Декларація показала невідповідність законів, згідно з якими громадяни розглядаються по-різному залежно від статі, раси, класу або релігії. У 1791 році до французької конституції додані нові статті, які розширили громадянські і політичні права для протестантів і євреїв, яких раніше у Франції переслідували.
У 1790 році Ніколя де Кондорсе та Етта Пальм д'Ельдерс (англ. Etta Palm d'Aelders) без успіху закликали Національні збори розширити громадянські і політичні права для жінок. Кондорсе заявив, що «той, хто голосує проти права іншого, незалежно від того, чи це релігія, колір шкіри, стать тощо, насилає на себе прокляття». Французька революція не визнала права жінок, і це спонукало де Гуж опублікувати Декларацію прав жінки і громадянки у вересні 1791 року.

## Зміст Декларації

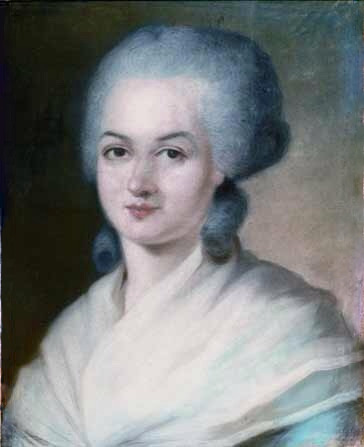
Олімпія де Гуж

Декларація прав жінки і громадянки була побудована за зразком Декларації прав людини і громадянина. Олімпія де Гуж присвятила текст Марії Антуанетті, яку описувала як «найбільш ненависну» з жінок. В Декларації говориться, що:
«Ця революція набере чинності тільки тоді, коли всі жінки стануть повністю обізнані про їх жалюгідний стан, а також права, які вони втратили в суспільстві».

Декларацію прав жінки і громадянки супроводжує сімнадцять статей Декларації прав людини і громадянина пункт за пунктом, і вона Каміль Неш (фр. Camille Naish) описала її як «майже пародію… оригіналу документа». Так, перша стаття Декларації прав людини і громадянина проголошує, що:
«Люди народжуються і залишаються вільними і рівними в правах. Соціальні відмінності можуть ґрунтуватися лише на загальній корисності».

Перша стаття Декларації прав жінки і громадянки відповідно:
«Жінка народжується вільною і залишається рівною з чоловіком в правах. Соціальні відмінності можуть ґрунтуватися лише на загальній корисності».

Де Гуж розширює шосту статтю Декларації прав людини і громадянина, що проголосила право громадян брати участь у формуванні законів, щоб:
«Усі громадяни, включаючи жінок, в рівній мірі мають бути допущені до усіх державних установ, офісів і занять залежно від їх потенціалу, а також без будь-яких інших відмінностей, ніж їх чесноти і здібності».

Де Гуж звертає увагу на той факт, що відповідно до французьких законів, жінки повністю несуть покарання, але позбавлені рівних прав, заявляючи: «Якщо жінки мають право скласти голову на пласі, то вони також повинні мати право говорити з трибуни».